# Stadion Uzbekistan w Yaypanie
Stadion Uzbekistan – stadion sportowy w Yaypanie, w Uzbekistanie. Obiekt może pomieścić 4500 widzów. Swoje spotkania rozgrywają na nim piłkarze klubu Turon Yaypan.